# Thành Nam
Thành Nam là một phường thuộc tỉnh Ninh Bình, Việt Nam.

## Địa lý
Thành Nam nằm cách phường Hoa Lư - trung tâm tỉnh lỵ Ninh Bình 33 km về phía Bắc, có vị trí địa lý:
- Phía đông nam giáp phường Trường Thi.
- Phía tây bắc giáp xã Hiển Khánh.
- Phía bắc giáp phường Đông A và phường Mỹ Lộc.

Phường Thành Nam	có diện tích:	16,03	km², 	dân số:	30.830	người, mật độ dân số: 	1923	người/km². 	Đây là đơn vị có diện tích xếp thứ:	124	, số dân xếp thứ: 	69	và mật độ dân số xếp thứ: 	14	trong số 129 xã, phường ở Ninh Bình.
Phường này nằm trên Quốc lộ 10, Quốc lộ 38B.

## Lịch sử
Theo Nghị quyết số 1674/NQ-UBTVQH15 ngày 16/6/2025 về sắp xếp các đơn vị hành chính cấp xã của tỉnh Ninh Bình năm 2025, Sắp xếp toàn bộ diện tích tự nhiên, quy mô dân số của phường Mỹ Xá và xã Đại An thành phường mới có tên gọi là phường Thành Nam.